# Troisième circonscription du Morbihan
La troisième circonscription du Morbihan est l'une des six circonscriptions législatives françaises que compte le département du Morbihan.

## Description géographique
Dans le découpage électoral de 1958, la troisième circonscription du Morbihan était composée des cantons suivants :
- Canton de Baud
- Canton d'Elven
- Canton de Grand-Champ
- Canton de Locminé
- Canton de Pontivy
- Canton de Rohan
- Canton de Saint-Jean-Brévelay.

Sa délimitation n'a été modifiée ni par le découpage électoral de la loi no 86-1197 du 24 novembre 1986, ni par le redécoupage des circonscriptions législatives françaises de 2010, induit par l'ordonnance no 2009-935 du 29 juillet 2009, ratifiée par le Parlement français le 21 janvier 2010.
D'après le recensement général de la population en 1999, réalisé par l'Institut national de la statistique et des études économiques (INSEE), la population totale de cette circonscription est estimée à 98 932 habitants,.

## Historique des députations
| Législature | Début de mandat | Fin de mandat  | Député                 | Parti politique | Observations |
| ----------- | --------------- | -------------- | ---------------------- | --------------- | --- |
| Ire         | 9 décembre 1958 | 9 octobre 1962 | Hervé Laudrin          | UNR             | Mandat écourté à la suite d'une dissolution parlementaire décidée par Charles de Gaulle.                                                                       |
| IIe         | 6 décembre 1962 | 2 avril 1967   | Hervé Laudrin          | UNR             | |
| IIIe        | 3 avril 1967    | 30 mai 1968    | Hervé Laudrin          | UDR             | Mandat écourté à la suite d'une dissolution parlementaire décidée par Charles de Gaulle.                                                                       |
| IVe         | 11 juillet 1968 | 1er avril 1973 | Hervé Laudrin          | UDR             | |
| Ve          | 2 avril 1973    | 20 mars 1977   | Hervé Laudrin          | UDR             | En raison de son décès le 20 mars 1977, remplacé par Jean Pascal (UDR).                                                                                        |
| Ve          | 20 mars 1977    | 2 avril 1978   | Jean Pascal            | UDR             | En raison de son décès le 20 mars 1977, remplacé par Jean Pascal (UDR).                                                                                        |
| VIe         | 3 avril 1978    | 22 mai 1981    | Jean-Charles Cavaillé  | RPR             | Mandat écourté à la suite d'une dissolution parlementaire décidée par François Mitterrand.                                                                     |
| VIIe        | 2 juillet 1981  | 1er avril 1986 | Jean-Charles Cavaillé  | RPR             | |
| VIIIe       | 2 avril 1986    | 14 mai 1988    | Aucun                  | Aucun           | Proportionnelle par département, pas de député par circonscription. Mandat écourté à la suite d'une dissolution parlementaire décidée par François Mitterrand. |
| IXe         | 23 juin 1988    | 1er avril 1993 | Jean-Charles Cavaillé  | RPR             | |
| Xe          | 2 avril 1993    | 21 avril 1997  | Jean-Charles Cavaillé, | RPR,            | Mandat écourté à la suite d'une dissolution parlementaire décidée par Jacques Chirac.                                                                          |
| XIe         | 12 juin 1997    | 18 juin 2002   | Jean-Charles Cavaillé, | RPR,            | |
| XIIe        | 19 juin 2002    | 19 juin 2007   | Gérard Lorgeoux,       | UMP,            | |
| XIIIe       | 20 juin 2007    | 19 juin 2012   | Gérard Lorgeoux        | UMP             | |
| XIVe        | 20 juin 2012    | 20 juin 2017   | Jean-Pierre Le Roch    | PS              | |
| XVe         | 21 juin 2017    | 21 juin 2022   | Nicole Le Peih         | REM             | |
| XVIe        | 22 juin 2022    | 9 juin 2024    | Nicole Le Peih         | REM             | Mandat écourté à la suite d'une dissolution parlementaire décidée par Emmanuel Macron.                                                                         |

## Historique des élections

### Élections de 1958
| Candidat           | Candidat              | Parti          | Premier tour | Premier tour | Second tour | Second tour |  |
| Candidat           | Candidat              | Parti          | Voix         | %            | Voix        | %           |  |
| ------------------ | --------------------- | -------------- | ------------ | ------------ | ----------- | ----------- |  |
|                    | Hervé Laudrin élu     | MRP            | 20 060       | 43,82        | 31 260      | 79,82       |  |
|                    | Roger Bellec          | Modérés        | 9 959        | 21,75        | Retrait     | Retrait     |  |
|                    | Jean-Baptiste Thébaud | UNR            | 6 691        | 14,62        | Retrait     | Retrait     |  |
|                    | Pierre Herviou        | PCF            | 4 706        | 10,28        | 7 904       | 20,18       |  |
|                    | François Robic        | SFIO           | 3 607        | 7,88         | Retrait     | Retrait     |  |
|                    | Robert Élion          | UFF            | 755          | 1,65         |             |             |  |
|                    |                       |                |              |              |             |             |  |
| Inscrits           | Inscrits              | Inscrits       | 57 089       | 100,00       | 57 078      | 100,00      |  |
| Abstentions        | Abstentions           | Abstentions    | 10 733       | 18,8         | 15 577      | 27,29       |  |
| Votants            | Votants               | Votants        | 46 356       | 81,2         | 41 501      | 72,71       |  |
| Blancs et nuls     | Blancs et nuls        | Blancs et nuls | 578          | 1,25         | 2 337       | 5,63        |  |
| Exprimés           | Exprimés              | Exprimés       | 45 778       | 98,75        | 39 164      | 94,37       |  |
| Source : Data.gouv |                       |                |              |              |             |             |  |

Le suppléant de l'Abbé Hervé Laudrin était Emmanuel Bertho, conseiller général du canton d'Elven.

### Élections de 1962
|                | Hervé Laudrin sortant réélu | UNR-UDT        | 27 746 | 73,65  |  |  |  |
|                | Julien Dilhuit              | PCF            | 4 674  | 12,41  |  |  |  |
|                | Alexis Jaffrézic            | SFIO           | 3 487  | 9,26   |  |  |  |
|                | Odette de Messières         | Radcent        | 1 765  | 4,69   |  |  |  |
|                |                             |                |        |        |  |  |  |
| Inscrits       | Inscrits                    | Inscrits       | 55 216 | 100,00 |  |  |  |
| Abstentions    | Abstentions                 | Abstentions    | 16 162 | 29,27  |  |  |  |
| Votants        | Votants                     | Votants        | 39 054 | 70,73  |  |  |  |
| Blancs et nuls | Blancs et nuls              | Blancs et nuls | 1 382  | 3,54   |  |  |  |
| Exprimés       | Exprimés                    | Exprimés       | 37 672 | 96,46  |  |  |  |

Le suppléant d'Hervé Laudrin était Julien Ehouarn, agriculteur, conseiller municipal de Pluméliau.

### Élections de 1967
|                | Hervé Laudrin sortant réélu | UD-Ve          | 29 939 | 69,11  |  |  |  |
|                | Yves Guélard                | FGDS (SFIO)    | 7 671  | 17,71  |  |  |  |
|                | Joseph Le Roux              | PCF            | 5 711  | 13,18  |  |  |  |
|                |                             |                |        |        |  |  |  |
| Inscrits       | Inscrits                    | Inscrits       | 51 306 | 100,00 |  |  |  |
| Abstentions    | Abstentions                 | Abstentions    | 6 070  | 11,83  |  |  |  |
| Votants        | Votants                     | Votants        | 45 236 | 88,17  |  |  |  |
| Blancs et nuls | Blancs et nuls              | Blancs et nuls | 1 915  | 4,23   |  |  |  |
| Exprimés       | Exprimés                    | Exprimés       | 43 321 | 95,77  |  |  |  |

Le suppléant d'Hervé Laudrin était Yves Le Quéré, adjoint au maire de Saint-Gérand.

### Élections de 1968
|                | Hervé Laudrin sortant réélu | UDR (URP)      | 31 080 | 72,15  |  |  |  |
|                | Yvon Éliès                  | PCF            | 4 919  | 11,42  |  |  |  |
|                | Yves Guélard                | FGDS (SFIO)    | 4 601  | 10,68  |  |  |  |
|                | Eugène Quéverdo             | PSU            | 2 477  | 5,75   |  |  |  |
|                |                             |                |        |        |  |  |  |
| Inscrits       | Inscrits                    | Inscrits       | 53 172 | 100,00 |  |  |  |
| Abstentions    | Abstentions                 | Abstentions    | 8 744  | 16,44  |  |  |  |
| Votants        | Votants                     | Votants        | 44 428 | 83,56  |  |  |  |
| Blancs et nuls | Blancs et nuls              | Blancs et nuls | 1 351  | 3,04   |  |  |  |
| Exprimés       | Exprimés                    | Exprimés       | 43 077 | 96,96  |  |  |  |

Le suppléant d'Hervé Laudrin était Yves Le Quéré.

### Élections de 1973
| Candidat           | Candidat                    | Parti          | Premier tour | Premier tour | Second tour | Second tour |  |
| Candidat           | Candidat                    | Parti          | Voix         | %            | Voix        | %           |  |
| ------------------ | --------------------------- | -------------- | ------------ | ------------ | ----------- | ----------- |  |
|                    | Hervé Laudrin sortant réélu | UDR (URP)      | 22 684       | 48,29        | 23 007      | 50,27       |  |
|                    | Joseph Lécuyer              | CD (MR)        | 10 088       | 21,47        | 9 731       | 21,27       |  |
|                    | Michel Masson               | PS (UGSD)      | 10 057       | 21,41        | 13 030      | 28,46       |  |
|                    | Daniel Kerjean              | PCF            | 4 144        | 8,82         |             |             |  |
|                    |                             |                |              |              |             |             |  |
| Inscrits           | Inscrits                    | Inscrits       | 54 831       | 100,00       | 54 825      | 100,00      |  |
| Abstentions        | Abstentions                 | Abstentions    | 7 237        | 13,2         | 8 732       | 15,93       |  |
| Votants            | Votants                     | Votants        | 47 594       | 86,8         | 46 093      | 84,07       |  |
| Blancs et nuls     | Blancs et nuls              | Blancs et nuls | 621          | 1,3          | 325         | 0,71        |  |
| Exprimés           | Exprimés                    | Exprimés       | 46 973       | 98,7         | 45 768      | 99,29       |  |
| Source : Data.gouv |                             |                |              |              |             |             |  |

Le suppléant d'Hervé Laudrin était Jean Pascal, docteur en pharmacie, conseiller municipal de Pontivy. Jean Pascal remplaça Hervé Laudrin, décédé, du 21 mars 1977 au 2 avril 1978.

### Élections de 1978
| Candidat       | Candidat                  | Parti              | Premier tour | Premier tour | Second tour | Second tour |  |
| Candidat       | Candidat                  | Parti              | Voix         | %            | Voix        | %           |  |
| -------------- | ------------------------- | ------------------ | ------------ | ------------ | ----------- | ----------- |  |
|                | Jean-Charles Cavaillé élu | RPR                | 19 551       | 36,13        | 32 649      | 61,63       |  |
|                | Henri Le Breton           | Divers droite      | 15 154       | 28,01        | Retrait     | Retrait     |  |
|                | Michel Masson             | PS                 | 11 681       | 21,59        | 20 324      | 38,37       |  |
|                | Roland Le Merlus          | PCF                | 5 823        | 10,76        |             |             |  |
|                | Claude Lefebvre           | LO                 | 1 272        | 2,35         |             |             |  |
|                | Étienne de la Villarmois  | Divers droite (DC) | 627          | 1,16         |             |             |  |
|                |                           |                    |              |              |             |             |  |
| Inscrits       | Inscrits                  | Inscrits           | 62 746       | 100,00       | 62 735      | 100,00      |  |
| Abstentions    | Abstentions               | Abstentions        | 7 939        | 12,65        | 8 414       | 13,41       |  |
| Votants        | Votants                   | Votants            | 54 807       | 87,35        | 54 321      | 86,59       |  |
| Blancs et nuls | Blancs et nuls            | Blancs et nuls     | 699          | 1,28         | 1 348       | 2,48        |  |
| Exprimés       | Exprimés                  | Exprimés           | 54 108       | 98,72        | 52 973      | 97,52       |  |

Le suppléant de Jean-Charles Cavaillé était Célestin Blévin, conseiller général, maire de Grand-Champ.

### Élections de 1981
|                | Jean-Charles Cavaillé sortant réélu | RPR (UNM)      | 29 756 | 58,98  |  |  |  |
|                | Michel Masson                       | PS             | 16 728 | 33,16  |  |  |  |
|                | Roland Le Merlus                    | PCF            | 3 962  | 7,85   |  |  |  |
|                | Marie-Hélène Prouteau               | CCA            | 3      | 0      |  |  |  |
|                |                                     |                |        |        |  |  |  |
| Inscrits       | Inscrits                            | Inscrits       | 65 080 | 100,00 |  |  |  |
| Abstentions    | Abstentions                         | Abstentions    | 13 978 | 21,48  |  |  |  |
| Votants        | Votants                             | Votants        | 51 102 | 78,52  |  |  |  |
| Blancs et nuls | Blancs et nuls                      | Blancs et nuls | 653    | 1,28   |  |  |  |
| Exprimés       | Exprimés                            | Exprimés       | 50 449 | 98,72  |  |  |  |

Le suppléant de Jean-Charles Cavaillé était Henri Le Breton, conseiller général, maire de Buléon.

### Élections de 1988
|                | Jean-Charles Cavaillé sortant réélu | RPR (URC)      | 28 899 | 57,34  |  |  |  |
|                | Jean-Louis Robert                   | PS             | 16 123 | 31,99  |  |  |  |
|                | Jean-Paul Jarno                     | PCF            | 3 300  | 6,55   |  |  |  |
|                | André Guyomar                       | FN             | 2 081  | 4,13   |  |  |  |
|                |                                     |                |        |        |  |  |  |
| Inscrits       | Inscrits                            | Inscrits       | 69 553 | 100,00 |  |  |  |
| Abstentions    | Abstentions                         | Abstentions    | 18 268 | 26,26  |  |  |  |
| Votants        | Votants                             | Votants        | 51 285 | 73,74  |  |  |  |
| Blancs et nuls | Blancs et nuls                      | Blancs et nuls | 882    | 1,72   |  |  |  |
| Exprimés       | Exprimés                            | Exprimés       | 50 403 | 98,28  |  |  |  |

La suppléante de Jean-Charles Cavaillé était Sylvie de Kersabiec, conseillère générale DVD, maire de Moustoir-Ac.

### Élections de 1993
|                | Jean-Charles Cavaillé sortant réélu | RPR (UPF)      | 29 308 | 52,78  |  |  |  |
|                | Jean-Pierre Le Roch                 | PS (ADFP)      | 8 034  | 15,94  |  |  |  |
|                | André Guyomar                       | FN             | 4 263  | 8,46   |  |  |  |
|                | Pierre Bernard                      | GÉ (EÉ)        | 3 507  | 6,96   |  |  |  |
|                | Jean-Paul Jarno                     | PCF            | 3 287  | 6,52   |  |  |  |
|                | Andrée Bouillin                     | LT-LNÉ         | 1 476  | 2,93   |  |  |  |
|                | Daniel Delagneau                    | PLN            | 523    | 1,04   |  |  |  |
|                |                                     |                |        |        |  |  |  |
| Inscrits       | Inscrits                            | Inscrits       | 71 733 | 100,00 |  |  |  |
| Abstentions    | Abstentions                         | Abstentions    | 18 146 | 25,3   |  |  |  |
| Votants        | Votants                             | Votants        | 53 587 | 74,7   |  |  |  |
| Blancs et nuls | Blancs et nuls                      | Blancs et nuls | 3 189  | 5,95   |  |  |  |
| Exprimés       | Exprimés                            | Exprimés       | 50 398 | 94,05  |  |  |  |

Le suppléant de Jean-Charles Cavaillé était René Mazier, maire DVD de Treffléan.

### Élections de 1997
| Candidat       | Candidat                            | Parti          | Premier tour | Premier tour | Second tour | Second tour |  |
| Candidat       | Candidat                            | Parti          | Voix         | %            | Voix        | %           |  |
| -------------- | ----------------------------------- | -------------- | ------------ | ------------ | ----------- | ----------- |  |
|                | Jean-Charles Cavaillé sortant réélu | RPR            | 23 714       | 46,75        | 28 224      | 54,93       |  |
|                | Jean-Pierre Le Roch                 | PS             | 14 602       | 28,78        | 23 154      | 45,07       |  |
|                | Georges Iglesias-Melich             | FN             | 4 767        | 9,4          |             |             |  |
|                | Jean-Paul Jarno                     | PCF            | 3 818        | 7,53         |             |             |  |
|                | Daniela Bourbon                     | GÉ             | 2 631        | 5,19         |             |             |  |
|                | Richard Gironnay                    | UDB            | 1 197        | 2,36         |             |             |  |
|                |                                     |                |              |              |             |             |  |
| Inscrits       | Inscrits                            | Inscrits       | 72 289       | 100,00       | 72 280      | 100,00      |  |
| Abstentions    | Abstentions                         | Abstentions    | 18 827       | 26,04        | 18 477      | 25,56       |  |
| Votants        | Votants                             | Votants        | 53 462       | 73,96        | 53 803      | 74,44       |  |
| Blancs et nuls | Blancs et nuls                      | Blancs et nuls | 2 733        | 5,11         | 2 425       | 4,51        |  |
| Exprimés       | Exprimés                            | Exprimés       | 50 729       | 94,89        | 51 378      | 95,49       |  |

Le suppléant de Jean-Charles Cavaillé était René Mazier, maire DVD de Treffléan, conseiller général du canton d'Elven.

### Élections de 2002
| Candidat       | Candidat            | Parti            | Premier tour | Premier tour | Second tour | Second tour |  |
| Candidat       | Candidat            | Parti            | Voix         | %            | Voix        | %           |  |
| -------------- | ------------------- | ---------------- | ------------ | ------------ | ----------- | ----------- |  |
|                | Gérard Lorgeoux élu | UMP              | 24 313       | 46,48        | 27 988      | 56,62       |  |
|                | Jean-Pierre Le Roch | PS               | 16 837       | 32,19        | 21 439      | 43,38       |  |
|                | Claude Guillaume    | FN               | 3 815        | 7,29         |             |             |  |
|                | Jean-Paul Jarno     | PCF              | 1 678        | 3,21         |             |             |  |
|                | Guy Collet          | Les Verts        | 1 128        | 2,16         |             |             |  |
|                | Ludovic Pendéliau   | CPNT             | 1 103        | 2,11         |             |             |  |
|                | Florence Brissard   | LO               | 836          | 1,6          |             |             |  |
|                | Xavier Carré        | UDB              | 645          | 1,23         |             |             |  |
|                | Michel Coste        | Cap21            | 637          | 1,22         |             |             |  |
|                | Gwenaël Doré        | Pôle républicain | 420          | 0,8          |             |             |  |
|                | Claude Lemeunier    | MNR              | 355          | 0,68         |             |             |  |
|                | Annick Le Bris      | MPF              | 326          | 0,62         |             |             |  |
|                | Nadège Besnard      | GÉ               | 210          | 0,4          |             |             |  |
|                |                     |                  |              |              |             |             |  |
| Inscrits       | Inscrits            | Inscrits         | 77 377       | 100,00       | 77 375      | 100,00      |  |
| Abstentions    | Abstentions         | Abstentions      | 23 840       | 30,81        | 26 504      | 34,25       |  |
| Votants        | Votants             | Votants          | 53 537       | 69,19        | 50 871      | 65,75       |  |
| Blancs et nuls | Blancs et nuls      | Blancs et nuls   | 1 234        | 2,3          | 1 444       | 2,84        |  |
| Exprimés       | Exprimés            | Exprimés         | 52 303       | 97,7         | 49 427      | 97,16       |  |

Le suppléant de Gérard Lorgeoux était Alain Prié, conseiller municipal de Pontivy, enseignant.

### Élections de 2007
| Candidat       | Candidat                      | Parti          | Premier tour | Premier tour | Second tour | Second tour |  |
| Candidat       | Candidat                      | Parti          | Voix         | %            | Voix        | %           |  |
| -------------- | ----------------------------- | -------------- | ------------ | ------------ | ----------- | ----------- |  |
|                | Gérard Lorgeoux sortant réélu | UMP            | 24 737       | 45,87        | 27 524      | 53,05       |  |
|                | Jean-Pierre Le Roch           | PS             | 16 866       | 31,28        | 24 355      | 46,95       |  |
|                | Benoît Rolland                | UDF–MoDem      | 4 111        | 7,62         |             |             |  |
|                | Nelly Fruchard                | Régionaliste   | 2 290        | 4,25         |             |             |  |
|                | Gisèle Burban                 | FN             | 1 846        | 3,42         |             |             |  |
|                | Marie-Madeleine Doré-Lucas    | PCF            | 1 387        | 2,57         |             |             |  |
|                | Claudine Kerhir               | LT-LNÉ         | 788          | 1,46         |             |             |  |
|                | Florence Brissard             | LO             | 608          | 1,13         |             |             |  |
|                | Édith Pennot                  | CPNT           | 528          | 0,98         |             |             |  |
|                | Yann Lavalou                  | Divers         | 492          | 0,91         |             |             |  |
|                | Annie Lannuzel                | MNR            | 271          | 0,5          |             |             |  |
|                |                               |                |              |              |             |             |  |
| Inscrits       | Inscrits                      | Inscrits       | 83 363       | 100,00       | 83 348      | 100,00      |  |
| Abstentions    | Abstentions                   | Abstentions    | 28 380       | 34,04        | 30 011      | 36,01       |  |
| Votants        | Votants                       | Votants        | 54 983       | 65,96        | 53 337      | 63,99       |  |
| Blancs et nuls | Blancs et nuls                | Blancs et nuls | 1 059        | 1,93         | 1 458       | 2,73        |  |
| Exprimés       | Exprimés                      | Exprimés       | 53 924       | 98,07        | 51 879      | 97,27       |  |

### Élections de 2012
| Candidat       | Candidat                | Parti          | Premier tour | Premier tour | Second tour | Second tour |  |
| Candidat       | Candidat                | Parti          | Voix         | %            | Voix        | %           |  |
| -------------- | ----------------------- | -------------- | ------------ | ------------ | ----------- | ----------- |  |
|                | Jean-Pierre Le Roch élu | PS             | 21 879       | 40,86        | 28 214      | 52,94       |  |
|                | Yves Bleunven           | UMP            | 20 199       | 37,72        | 25 077      | 47,06       |  |
|                | Gisèle Burban           | RBM (FN)       | 5 719        | 10,68        |             |             |  |
|                | Christian Daniel        | FG (PG) (PCF)  | 2 765        | 5,16         |             |             |  |
|                | André Locussol          | EÉLV           | 1 751        | 3,27         |             |             |  |
|                | Marie Ollivier          | JB             | 546          | 1,02         |             |             |  |
|                | Cédric Cadoret          | MOC (NPA)      | 372          | 0,69         |             |             |  |
|                | Kelig Lagrée            | LO             | 316          | 0,59         |             |             |  |
|                |                         |                |              |              |             |             |  |
| Inscrits       | Inscrits                | Inscrits       | 86 770       | 100,00       | 86 768      | 100,00      |  |
| Abstentions    | Abstentions             | Abstentions    | 32 132       | 37,03        | 31 964      | 36,84       |  |
| Votants        | Votants                 | Votants        | 54 638       | 62,97        | 54 804      | 63,16       |  |
| Blancs et nuls | Blancs et nuls          | Blancs et nuls | 1 091        | 2            | 1 513       | 2,76        |  |
| Exprimés       | Exprimés                | Exprimés       | 53 547       | 98           | 53 291      | 97,24       |  |

### Élections de 2017
Les élections législatives françaises de 2017 ont eu lieu les dimanches 11 et 18 juin 2017.
| Candidat                                                                  | Candidat                   | Parti              | Premier tour | Premier tour | Second tour | Second tour |
| Candidat                                                                  | Candidat                   | Parti              | Voix         | %            | Voix        | %           |
| ------------------------------------------------------------------------- | -------------------------- | ------------------ | ------------ | ------------ | ----------- | ----------- |
|                                                                           |                            |                    |              |              |             |             |
|                                                                           | Nicole Le Peih             | REM                | 19 966       | 41,30        | 24 064      | 66,10       |
|                                                                           | Marie-Madeleine Doré-Lucas | FI                 | 5 723        | 11,84        | 12 340      | 33,90       |
|                                                                           | Soizic Perrault            | LR                 | 5 537        | 11,45        |             |             |
|                                                                           | Benoît Rolland             | UDI                | 5 313        | 10,99        |             |             |
|                                                                           | Sylvie Baud                | FN                 | 5 308        | 10,98        |             |             |
|                                                                           | Marie-Christine Le Mouël   | PS                 | 1 840        | 3,81         |             |             |
|                                                                           | Patrick Naizain            | EELV               | 1 653        | 3,42         |             |             |
|                                                                           | Anne Sorel                 | REG                | 752          | 1,56         |             |             |
|                                                                           | Jérôme Bouché              | DLF                | 677          | 1,40         |             |             |
|                                                                           | Jean-Luc Jacquin           | PB                 | 537          | 1,11         |             |             |
|                                                                           | Christelle Jarny           | LO                 | 406          | 0,84         |             |             |
|                                                                           | Alain Lyon                 | EXD                | 385          | 0,80         |             |             |
|                                                                           | Éric Le Pendu              | UPR                | 250          | 0,52         |             |             |
|                                                                           |                            |                    |              |              |             |             |
| Inscrits                                                                  | Inscrits                   | Inscrits           | 90 779       | 100,00       | 90 782      | 100,00      |
| Abstentions                                                               | Abstentions                | Abstentions        | 41 163       | 45,34        | 50 225      | 55,32       |
| Votants                                                                   | Votants                    | Votants            | 49 616       | 54,66        | 40 557      | 44,68       |
| Bulletins blancs                                                          | Bulletins blancs           | Bulletins blancs   | 859          | 1,73         | 2 577       | 6,35        |
| Bulletins nuls                                                            | Bulletins nuls             | Bulletins nuls     | 410          | 0,83         | 1 576       | 3,89        |
| Suffrages exprimés                                                        | Suffrages exprimés         | Suffrages exprimés | 48 347       | 97,44        | 36 404      | 89,76       |
| Source : Ministère de l'Intérieur - Troisième circonscription du Morbihan |                            |                    |              |              |             |             |

### Élections de 2022
| Résultats des élections législatives des 12 et 19 juin 2022 de la 3e circonscription du Morbihan |                             |                          |              |              |             |             |
| Candidat                                                                                         | Candidat                    | Parti et coalition       | Premier tour | Premier tour | Second tour | Second tour |
| Candidat                                                                                         | Candidat                    | Parti et coalition       | Voix         | %            | Voix        | %           |
|                                                                                                  | Nicole Le Peih              | LREM (ENS)               | 13 902       | 29,13        | 24 283      | 56,64       |
|                                                                                                  | Marie-Madeleine Doré-Lucas, | LFI (NUPES)              | 10 744       | 22,51        | 18 588      | 43,36       |
|                                                                                                  | Alice Gohin                 | RN                       | 8 938        | 18,73        |             |             |
|                                                                                                  | Benoît Quéro                | LR (UDC)                 | 8 113        | 17,00        |             |             |
|                                                                                                  | Régis Le Gall               | REC                      | 1 414        | 2,96         |             |             |
|                                                                                                  | Lionel Epaillard            | EXG                      | 1 281        | 2,68         |             |             |
|                                                                                                  | Lydie Massard               | UDB                      | 914          | 1,92         |             |             |
|                                                                                                  | Julie Cuciniello            | DLF (UPF)                | 828          | 1,74         |             |             |
|                                                                                                  | Julie Lepert                | LO                       | 548          | 1,15         |             |             |
|                                                                                                  | Pierre-Alexandre Lugué      | PB                       | 482          | 1,01         |             |             |
|                                                                                                  | Charlène Coudé              | PA                       | 478          | 1,00         |             |             |
|                                                                                                  | Yoann Lopez                 | H diss.                  | 80           | 0,17         |             |             |
| Votes valides                                                                                    | Votes valides               | Votes valides            | 47 722       | 97,52        | 42 871      | 90,87       |
| Votes blancs                                                                                     | Votes blancs                | Votes blancs             | 827          | 1,69         | 2 828       | 5,99        |
| Votes nuls                                                                                       | Votes nuls                  | Votes nuls               | 386          | 0,79         | 1 480       | 3,14        |
| Total                                                                                            | Total                       | Total                    | 48 945       | 100          | 47 179      | 100         |
| Abstention                                                                                       | Abstention                  | Abstention               | 47 693       | 49,36        | 49 456      | 51,18       |
| Inscrits / participation                                                                         | Inscrits / participation    | Inscrits / participation | 96 628       | 50,64        | 96 635      | 48,82       |

### Élections de 2024
| Candidat                 | Candidat                   | Parti et coalition       | Nuance                   | Premier tour | Premier tour | Second tour | Second tour |
| Candidat                 | Candidat                   | Parti et coalition       | Nuance                   | Voix         | %            | Voix        | %           |
| ------------------------ | -------------------------- | ------------------------ | ------------------------ | ------------ | ------------ | ----------- | ----------- |
|                          | Antoine Oliviero           | RN                       | RN                       | 24 584       | 35,85        |             |             |
|                          | Nicole Le Peih             | RE (ENS)                 | ENS                      | 18 222       | 26,57        |             |             |
|                          | Marie Madeleine Doré-Lucas | LFI (NFP)                | UG                       | 13 999       | 20,41        |             |             |
|                          | Soizic Perrault            | LR                       | DVD                      | 8 340        | 12,16        |             |             |
|                          | Jocelyne Devriendt         | PB (PU)                  | REG                      | 1 078        | 1,57         |             |             |
|                          | Lionel Épaillard           | Parti Brouette           | ECO                      | 943          | 1,38         |             |             |
|                          | Julie Cuciniello           | DLF                      | DSV                      | 719          | 1,05         |             |             |
|                          | Julie Lepert               | LO                       | EXG                      | 688          | 1,00         |             |             |
|                          |                            |                          |                          |              |              |             |             |
| Votes valides            | Votes valides              | Votes valides            | Votes valides            | 68 573       | 97,25        |             |             |
| Votes blancs             | Votes blancs               | Votes blancs             | Votes blancs             | 1 343        | 1,90         |             |             |
| Votes nuls               | Votes nuls                 | Votes nuls               | Votes nuls               | 594          | 0,84         |             |             |
| Total                    | Total                      | Total                    | Total                    | 70 510       | 100          |             | 100         |
| Abstention               | Abstention                 | Abstention               | Abstention               | 27 644       | 28,16        |             |             |
| Inscrits / participation | Inscrits / participation   | Inscrits / participation | Inscrits / participation | 98 154       | 71,84        |             |             |